# سیارک ۷۲۶۸
سیارک ۷۲۶۸ (به انگلیسی: 7268 Chigorin، نامگذاری:1972TF) هفت هزار و دویست و شصت و هشتمین سیارک کشف شده‌است که در ۳ اکتبر ۱۹۷۲ کشف شد.
قدر مطلق سیارک برابر ۱۴٫۵۰ است.